# Ida van Verdun

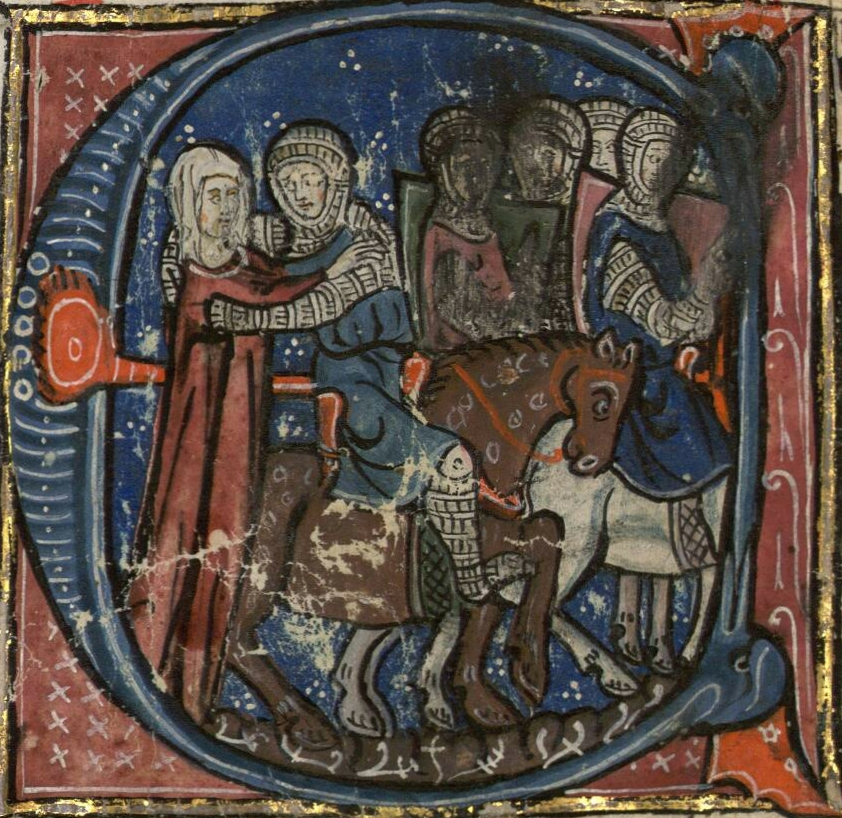
Ida neemt afscheid van haar zonen die op kruisvaart gaan, gravure uit 1295.

Ida van Verdun, ook Ida van Lotharingen, Ida van de Ardennen of Ida van Boulogne genoemd (Bouillon, ca. 1040 – Arras, 13 april 1113), was echtgenote van graaf Eustaas II van Boulogne en moeder van de prominente kruisvaarders Eustaas III van Boulogne, Godfried van Bouillon en Boudewijn I van Jeruzalem. Ze speelde een belangrijke rol in het bestuur van de gebieden die in het bezit waren van de dynastie Boulogne.
Ida wordt als zalige gevierd op 13 april.

## Leven
Ida van Verdun was een dochter van Godfried II van Neder-Lotharingen en Doda. Volgens haar vita was Ida een beeldschone vrouw, groot van gestalte, met lang blond haar en scherp van geest. Ze onderhield nauwe kontakten met leiders van Rooms-Katholieke Kerk organisaties en beleed het katholicisme volgens de leer van de kerk in Rome. Na het overlijden van haar echtgenoot Eustaas, wijdde ze haar leven aan het knopen van bondgenootschappen met de Kerk. Ze deed tal van schenkingen aan religieuze huizen en stichtte en herstelde diverse kloosters. Dergelijk gedrag binnen ridderlijke families met grootgrondbezit was vaak niet zozeer te duiden als devotie, maar maakte deel uit van de politieke strategie om heerschappij in bepaalde gebieden te verkrijgen, behouden of te vergroten. Ze nam zelf het habijt niet aan, zoals sommigen beweren, maar ze sloot met de abt Hugo van Cluny de overeenkomst dat ze als leek werd verbonden aan de Orde van Cluny. Ze correspondeerde met de heilige Anselmus van Canterbury en onder zijn supervisie zette ze zich in voor de hervormingen die uitgingen van Cluny. De abdij werd de spil van een hervormingsbeweging die de regels van Benedict. Ida onderhield ook contacten met de Spaanse bisschop Osmond van Astorga.
Ida speelde een belangrijke rol in het bestuur van de gebieden die in het bezit waren van de dynastie Boulogne. Zij was waarschijnlijk de drijvende kracht achter de verzoening tussen haar echtgenoot en Willem de Veroveraar. Zelf hield ze in Engeland vijf gebieden direct in leen van de koning. En vanuit haar bezittingen rond Tongeren en haar weduwgoed Genepiën steunde ze rond 1080 de inspanningen van haar zoon Godfried van Bouillon om aan de macht te komen in Lotharingen.
Ida trouwde in 1049 met Eustaas II van Boulogne als diens tweede vrouw. Ida bracht volgens de huwelijksafspraken het kasteel van Bouillon in. Ze gaf haar zoons grote bedragen om hun deelname aan de Eerste Kruistocht te financieren. Ook stichtte en steunde ze kloosters te Boulogne, le Wast, Calais en Sint-Omaars. Uiteindelijk gaf ze al haar bezittingen weg en trad ze toe tot de orde van de benedictines-oblaten in een abdij in Arras. Ida is begraven in de abdij van Sint-Vaast, in 1669 overgebracht naar Parijs, en in 1808 overgebracht naar Bayeux.
Eustaas en Ida kregen de volgende kinderen:
- Eustaas III van Boulogne (1059-1125)
- Godfried van Bouillon (1060-1100)
- Boudewijn I van Jeruzalem (-1118).
- Ida, die huwde met graaf Herman van Malsen, de stamvader van de familie van Cuyck.

## Kerkelijke inspanningen
Ida bouwde een indrukwekkend kerkelijk netwerk uit. Al deze contacten en inspanningen ten aanzien van de Kerk waren bedoeld om het prestige van de dynastie te verhogen en de machtsbasis van de graaf van Boulogne te verstevigen. In 1070 bevestigden Eustaas en Ida het kapittel van Lens in hun bezittingen en deden ze additionele schenkingen. Deze waren niet alleen bedoeld voor hun zielenheil, maar ook om hun welwillende autoriteit te tonen. Samen met haar zoon Eustaas III van Boulogne restaureerde ze de abdij van Saint-Wulmer-au-Bois (in Samer). In 1090 besliste Ida ook een abdij te stichten in Les Attaques, in de buurt van Calais: de abdij van La Capelle of Capelette. Ze stichtte ook de Benedictijner priorij van Le Wast rond 1095, waar ze begraven werd.
Ida bouwde de eerste stenen kerk in Boulogne-sur-Mer (nu de Basiliek van Onze-Lieve-Vrouw) in de periode 1080-1100. Het gebouw werd diverse keren verwoest en heropgebouwd, maar werd uiteindelijk helemaal met de grond gelijk gemaakt in 1789. De crypte, die uit de tijd van Ida dateert, werd herontdekt in 1827 toen de funderingen voor de nieuwe kerk gegraven werden. In 1899 kreeg Ida een altaar in de basiliek. Ida bouwde ook de kerk van Saint-Wulmer in Boulogne-sur-Mer rond 1093, recht tegenover het kasteel van de graven van Boulogne. Ze deed ook verschillende schenkingen aan de Abdij van Munsterbilzen.

### Heiligverklaring
Het was Mathilde van Boulogne, de dochter van Eustaas III van Boulogne en echtgenote van koning Stefanus van Engeland, die de kerkelijke autoriteiten aanspoorde om haar grootmoeder Ida van Boulogne heilig te verklaren. Mathilde’s andere grootmoeder, Margaretha van Schotland, was op dat moment reeds heilig verklaard. De heiligverklaring van Ida was onderdeel van de campagne om Stefanus koning van Engeland te maken. De monniken van de priorij van Le Wast, de bewakers van Ida’s graf, werden gevraagd om haar biografie op schrift te stellen.

### Relieken
Ida overleed op 13 april 1113 in de door haar gestichte abdij van La Capelle. Volgens haar laatste wens werd haar lichaam overgebracht naar Le Wast om er begraven te worden in de abdijkerk daar. Kort na haar overlijden werd haar graf een eerste keer geopend. Volgens haar ‘Vita’ was haar lichaam intact en steeg een zoete geur uit het graf op, een teken van heiligheid. In de loop van de 14de eeuw werden haar stoffelijke resten ondergebracht in een kleine kapel die vlak bij de kerk van Le Wast werd gebouwd. In de 17de eeuw verkeerde haar begraafplaats echter in een lamentabele staat. Haar graf werd op 28 september 1669 geopend en haar beenderen werden toevertrouwd aan de Benedictinessen van het Heilige Sacrament in de rue Cassette in Parijs. Aan de kerk van Le Wast werd een rib van de heilige geschonken.
Na de Franse Revolutie werd het reliekschrijn overgebracht naar de kerk van de Benedictinessen in Bayeux; daar bevinden ze zich nog steeds op dit moment. In 1899 werd een fragment van de rechterarm overgebracht naar de Basiliek van Onze-Lieve-Vrouw in Boulogne-sur-Mer. Op dat moment werd een klein stukje van de schedel geschonken aan de bisschop van Bayeux. Dat fragment kwam in 1926 opnieuw in het klooster van Bayeux. In 2014 schonken de zusters deze reliek aan de heer Horst van Cuyck, die het zal onderbrengen in het altaar van de Ölbergkapelle in Walchsee

### Herinnering
Ondanks alle inspanningen werd de cultus van de heilige Ida nooit wijd verspreid. Ze werd niet zozeer herinnerd als een heilige, maar veeleer als de moeder van Godfried van Bouillon en Boudewijn I van Jeruzalem. In de Oudfranse ‘Cycle de la Croisade’ duikt Ida op als de dochter van de Zwaanridder (‘Le Chevalier au Cygne’), die trouwde met de graaf van Boulogne. Haar zoon Godfried van Bouillon werd dé held van de Eerste Kruistocht en sprak tot de verbeelding. De kroniekschrijver Guibert van Nogent schrijft dat Ida zelf heldenverhalen vertelde over haar zoon en dat deze als kind reeds zei dat hij een sterk leger naar Jeruzalem zou leiden: ‘De glorieuze vrouw vertelde, toen ze het succes van de tocht van haar zonen overschouwde, dat ze uit de mond van haar zoon, de hertog, een voorspelling had gehoord over de expeditie. Want hij had gezegd dat hij naar Jeruzalem zou gaan, niet als een gewone pelgrim, zoals zo vele anderen, maar met een groot leger, als hij er een op de been zou kunnen brengen.’

## Voorouders
| Voorouders van Ida van Verdun | Voorouders van Ida van Verdun                                        | Voorouders van Ida van Verdun                                        | Voorouders van Ida van Verdun                               | Voorouders van Ida van Verdun                               | Voorouders van Ida van Verdun                               | Voorouders van Ida van Verdun                               | Voorouders van Ida van Verdun                               | Voorouders van Ida van Verdun                               |
| ----------------------------- | -------------------------------------------------------------------- | -------------------------------------------------------------------- | ----------------------------------------------------------- | ----------------------------------------------------------- | ----------------------------------------------------------- | ----------------------------------------------------------- | ----------------------------------------------------------- | ----------------------------------------------------------- |
| Overgrootouders               | Godfried van Verdun (±930–1002) ∞ 963 Mathilde van Saksen (942-1008) | Godfried van Verdun (±930–1002) ∞ 963 Mathilde van Saksen (942-1008) | ? (-) ∞ ? (–)                                               | ? (-) ∞ ? (–)                                               | ? (-) ∞ ? (–)                                               | ? (-) ∞ ? (–)                                               | ? (-) ∞ ? (-)                                               | ? (-) ∞ ? (-)                                               |
| Grootouders                   | Gozelo I van Verdun (963/970-1044) ∞ ? (-)                           | Gozelo I van Verdun (963/970-1044) ∞ ? (-)                           | Gozelo I van Verdun (963/970-1044) ∞ ? (-)                  | Gozelo I van Verdun (963/970-1044) ∞ ? (-)                  | ? (-) ∞ ? (–)                                               | ? (-) ∞ ? (–)                                               | ? (-) ∞ ? (–)                                               | ? (-) ∞ ? (–)                                               |
| Ouders                        | Godfried II van Neder-Lotharingen (ca.1010-1069) ∞ Doda (-)          | Godfried II van Neder-Lotharingen (ca.1010-1069) ∞ Doda (-)          | Godfried II van Neder-Lotharingen (ca.1010-1069) ∞ Doda (-) | Godfried II van Neder-Lotharingen (ca.1010-1069) ∞ Doda (-) | Godfried II van Neder-Lotharingen (ca.1010-1069) ∞ Doda (-) | Godfried II van Neder-Lotharingen (ca.1010-1069) ∞ Doda (-) | Godfried II van Neder-Lotharingen (ca.1010-1069) ∞ Doda (-) | Godfried II van Neder-Lotharingen (ca.1010-1069) ∞ Doda (-) |
| Ida van Verdun (1040-1113)    |                                                                      |                                                                      |                                                             |                                                             |                                                             |                                                             |                                                             |                                                             |